# Il segreto di una donna (film 1991)
Il segreto di una donna è un film drammatico del 1991 diretto da Joe D'Amato.